# فاصله (مجموعه تلویزیونی)
فاصله نام یک مجموعهٔ تلویزیونی به کارگردانی مجتبی یاسینی است که در سال ۱۳۷۳–۱۳۷۲ تولید و از شبکه ۲ پخش گردید.

## خلاصه داستان
پسر جوانی به نام علی امیدی که در کودکی پدرش را از دست داده‌است و با زحمت و تلاش مادر فداکارش، اینک در آستانهٔ فارغ‌التحصیلی از دبیرستان است، در اثر سانحه‌ای، بینایی‌اش را از دست می‌دهد و آرزوهای خود و مادرش را برباد رفته می‌بیند. مادر که سخت از این اتفاق غمگین است، دست از کار می‌کشد و همچون پسرش، خود را در خانه محبوس می‌کند. در ادامهٔ ماجرا، دختری که به‌طور مادرزاد نابیناست و دانشجوی سال اول رشته روانشناسی است، وارد زندگی این خانواده شده و تحولی امیدبخش به وجود می‌آورد.

## بازیگران و عوامل تولید

### بازیگران
- بهزاد فراهانی
- صدیقه کیانفر
- تانیا جوهری
- جلیل فرجاد
- ثریا حکمت
- آتش تقی‌پور
- مهرخ افضلی
- مهری ودادیان
- مهوش وقاری
- مصطفی طاری
- محمدرضا حقگو
- شمسی فضل‌الهی
- کریم اکبری مبارکه
- اکبر قدمی
- علی صالحی
- محمد حاتمی
- محمد یگانه
- علی یعقوب‌پور

### عوامل تولید
- کارگردان: مجتبی یاسینی
- فیلمنامه: علی‌اکبر محلوجیان
- تصویربردار: محمد عسکری
- تدوین: مصطفی موسوی
- خواننده تیتراژ: پرویز پرستویی
- تهیه‌کننده: مصطفی موسوی
- فرمت تصویر: ویدئویی
- تعداد قسمت‌ها: ۱۳ قسمت
- مدت زمان: ۵۸۵ دقیقه
- محصول: گروه معارف اسلامی شبکه ۲
- سال تولید: ۱۳۷۳–۱۳۷۲